# Lužec (Vroutek)

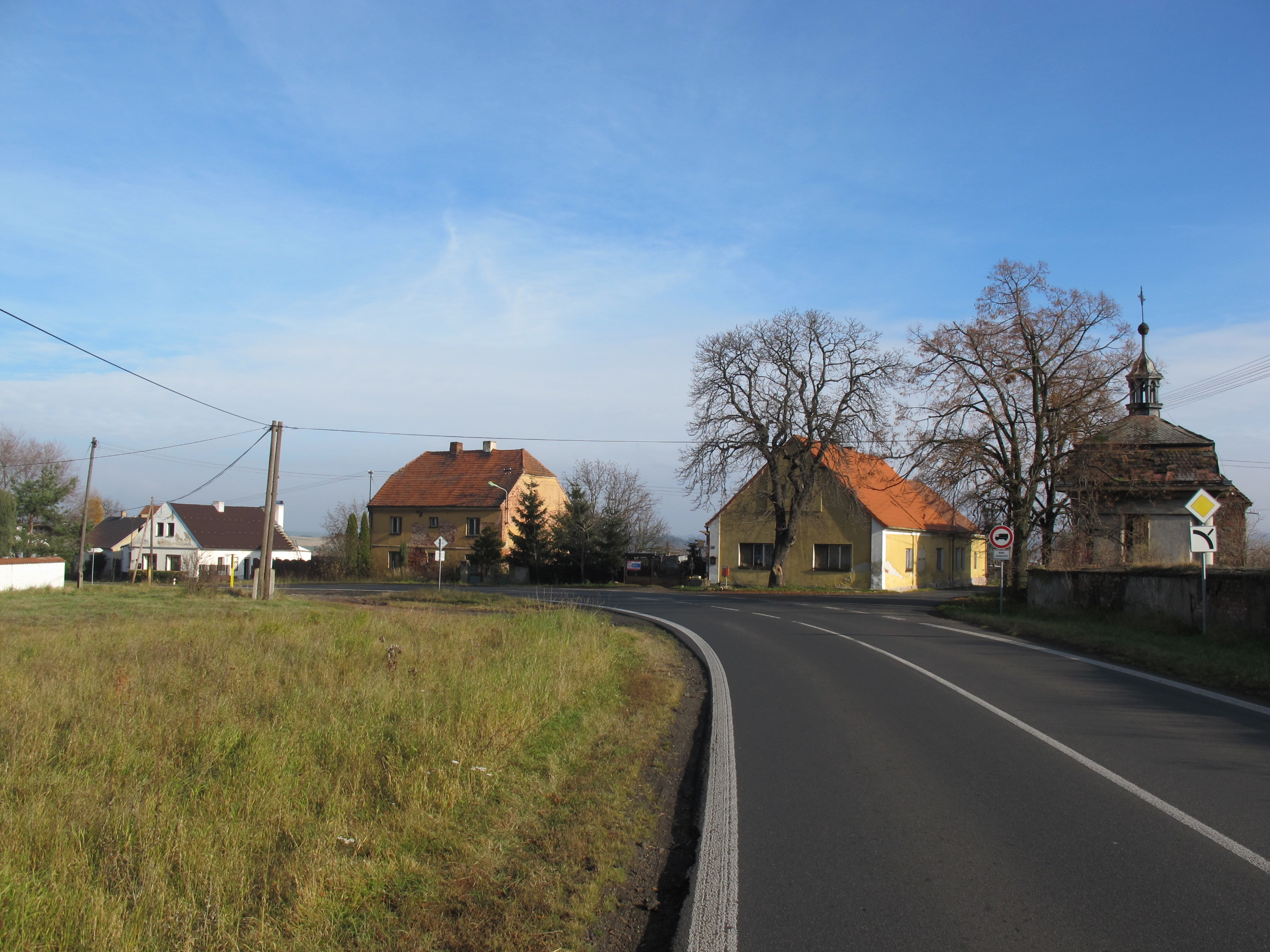
Dorfplatz

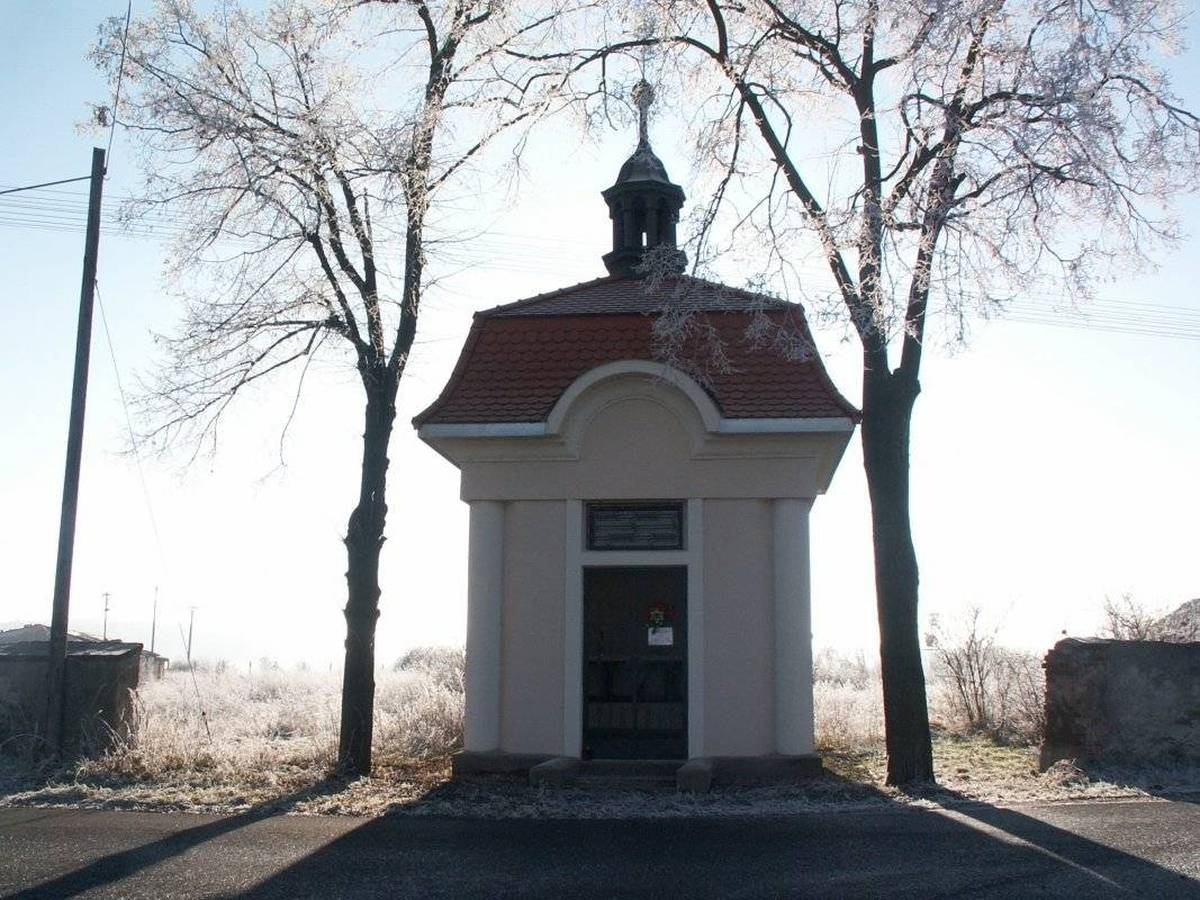
Kapelle

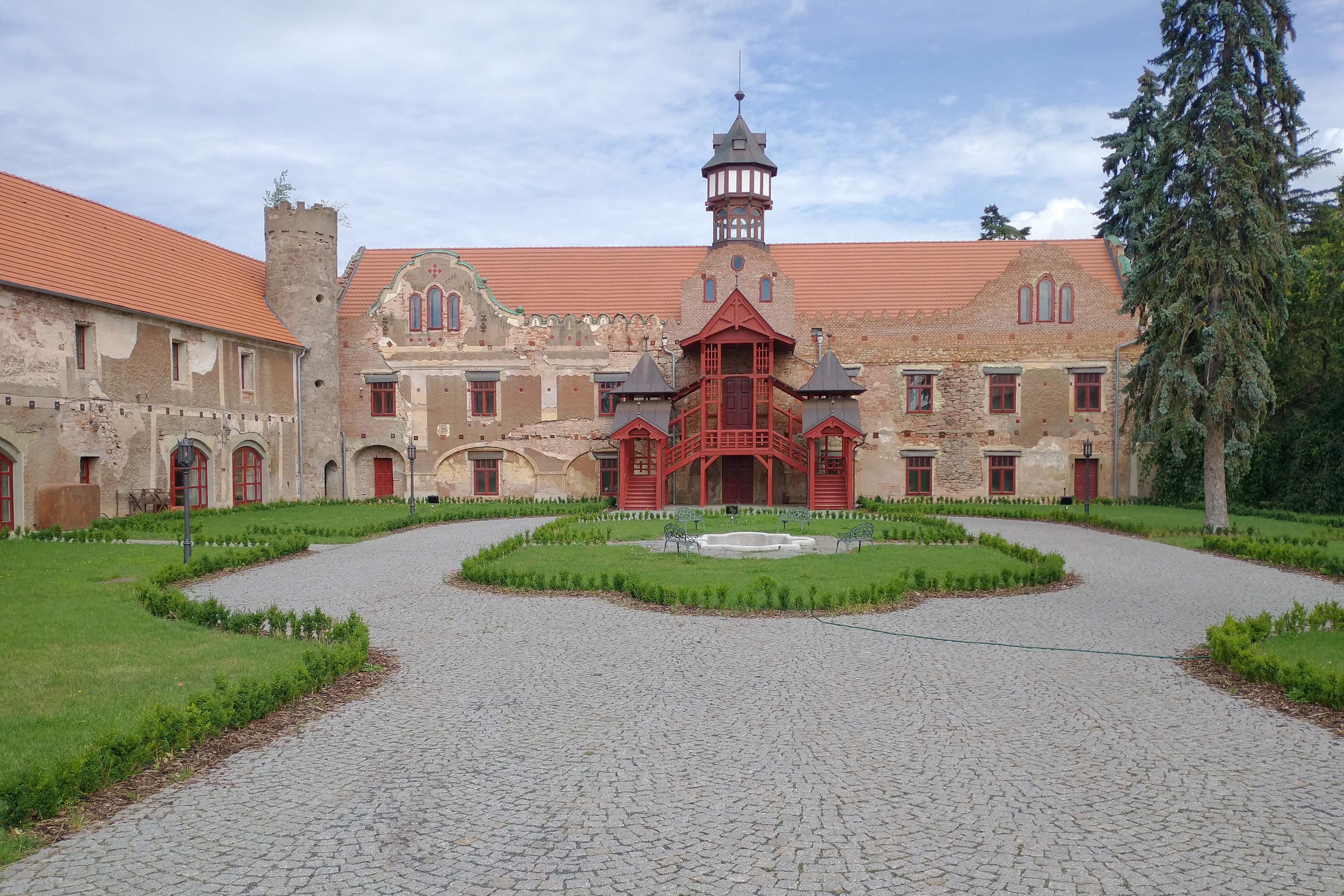
Schloss Lužec

Lužec (deutsch Lust) ist ein Ortsteil der Stadt Vroutek (Rudig) in Tschechien. Er liegt drei Kilometer südwestlich von Vroutek und gehört zum Okres Louny.

## Geographie
Das Platzdorf Lužec befindet sich linksseitig über dem als früher als Roter Grund bezeichneten Tal des Mlýnecký potok (Filirschbach) in der Rakovnická pahorkatina (Rakonitzer Hügelland). Durch den Ort führt die Staatsstraße II/226 zwischen Vroutek und Lubenec (Lubenz). Südöstlich erhebt sich der Kapucínský vrch (407 m n.m.), im Süden die Vysoká stráž (Hoher Strassberg; 415 m n.m.), südwestlich der K Vescům (Hachtenhübel; 449 m n.m.) und im Nordwesten der Skytalský vrch (Skytalberg; 552 m n.m.). 
Nachbarorte sind Dvérce (Wärzen) und Kružín (Kruschina) im Norden, Vroutek  und Kryry (Kriegern) im Nordosten, Vidhostice (Widhostitz) im Osten, Přibenice (Pribenz) und Malměřice (Alberitz) im Südosten, Ležky (Leschkau) und Řepany (Rschepan) im Süden, Drahonice (Drahenz), Libyně (Libin), Dolní Záhoří (Unter-Dreihöfen) und Horní Záhoří (Ober-Dreihöfen) im Südwesten, Vesce (Wes), Mlýnce (Linz) und Skytaly (Skytal) im Westen sowie Vrbička (Kleinfürwitz), Dvorek (Gehla) und Dětaň (Gödesin) im Nordwesten.

## Geschichte
Die erste schriftliche Erwähnung der Feste Lužec erfolgte 1447 als Besitz des Ritters Ojíř von Očedělice. Dessen Sohn Pechanec schloss Lužec an sein Gut Lubenec an; er erbte zudem auch das Gut Vintířov. In der nachfolgenden Zeit blieb Lužec immer mit größeren Gütern verbunden. Im Jahre 1577 trennte der Besitzer der Güter Chyše, Podbořany, Kryry und Lubenec, Nikolaus von Lobkowitz das Gut Lužec mit der Feste von seinen Grundherrschaften ab und verpfändete es an Heinrich Brozanský von Wrzessowitz. Nachfolgender Besitzer von Lužec war ab 1597 Adam Ferdinand Audriczky von Audrc. Dieser ließ in Lužec einen Meierhof anlegen. Wegen Beteiligung am Ständeaufstand von 1618 wurden Audriczkys Güter nach der Schlacht am Weißen Berg konfisziert; die erste Erwähnung des Meierhof erfolgte 1623 in der Konfiskationsurkunde. 1627 verkaufte die Böhmische Kammer das Gut Lužec für 9292 Meißnische Groschen an Johann Ludwig Neßlinger von Schelgengraben. Nach dem Dreißigjährigen Krieg wurde die Gegend deutschsprachig. Johann Ludwig Neßlinger hinterließ drei Söhne, die sich 1664 das aus den Gütern Lužec, Vidhostice, Drahonice und Kostrčany bestehende Erbe teilten, wobei Lužec dem Franz Rudolph Neßlinger zufiel. Letzterer ließ zwischen 1665 und 1670 in Lužec ein frühbarockes Schloss errichten. Im Jahre 1670 verkaufte Franz Rudolph Neßlinger von Schelgengraben das Gut Lust mit dem Schloss, dem Meierhof sowie den Dörfern Lust und Wes an Christoph Stampach von Stampach. In der Folgezeit gehörte das Gut Lust dem Familienzweig der Kager von Stampach und war mit dem Gut Linz und weiteren Gütern zu einem stattlichen Herrschaftsbesitz verbunden. Karl Kager von Stampach erhob 1761 die Herrschaft Linz mit den angeschlossenen Gütern Lust, Widhostitz, Drahenz und Leschkau zu einem Majorat. 1787 bestand das Dorf Lust aus 17 Häusern mit einem alten Schloss und der Kapelle des hl. Rochus. Franz Wenzel Kager von Stampach ließ 1794 die beim Meierhof gestandene Ruine der alten Feste abbrechen. Mit dem Tode von Johann Reichsgraf Kager von Stampach erlosch 1830 der Familienzweig der Kager von Stampach im Mannesstamme; Fideikommisserbin wurde dessen Schwester Maria, verheiratete Pachta von Rayhofen. Sie ließ das Schloss umbauen und mit einem englischen Park umgeben. 
Im Jahre 1845 bestand das an der Saazer Straße gelegene Dorf Lust aus 17 Häusern mit 102 deutschsprachigen Einwohnern, darunter drei jüdischen Familien. Im Ort gab es einen herrschaftlichen Meierhof und ein Wirtshaus. Das Schloss diente als Sitz des herrschaftlichen Oberamtes. Die Teiche im Roten Grund bei Lust und Widhostitz waren trockengelegt und zu Wiesenland umgewandelt. Pfarr- und Schulort war Widhostitz. Bis zur Mitte des 19. Jahrhunderts war Lust der Amtsort der Fideikommissherrschaft Linz.
Nach der Aufhebung der Patrimonialherrschaften bildete Lust / Lužec ab 1850 einen Ortsteil der Gemeinde Widhostitz / Vidhostice im Gerichtsbezirk Podersam. Nachdem auch der neugebildete Familienzweig Pachta von Stampach ohne männliche Nachkommen geblieben war, wurde das Majorat der Reichsgrafen Kager von Stampach aufgehoben und die Gutsherrschaft Lünz 1852 an Johann Baptist Riedl von Riedenstein und Johann Anton von Starck veräußert. 1855 erwarb Riedl auch den Starckschen Anteil. Seine Erben verkauften die Gutsherrschaft 1868 an Josephine Baernreither. Ab 1868 gehörte Lust zum Bezirk Podersam. Im Jahre 1869 bestand das Dorf aus 20 Häusern und hatte 162 Einwohner. In den 1880er Jahren ließ Joseph Maria Baernreither das Schloss im Zeitgeist des Historismus grundlegend umgestalten. Im Jahre 1900 hatte Lust 172 Einwohner, 1910 waren es 175. Das Dorf war am Knotenpunkt der Saazer Ärarialstraße mit der Bezirksstraße nach Waltsch gelegen. Einzige Erwerbsquelle war die Landwirtschaft, hauptsächlich wurden auf den überwiegend aus roten Letten bestehenden Böden Roggen, Hopfen, Hülsenfrüchte und Obst angebaut. Nach dem Ersten Weltkrieg zerfiel der Vielvölkerstaat Österreich-Ungarn, Lust wurde 1918 Teil der neu gebildeten Tschechoslowakischen Republik. Beim Zensus von 1921 lebten in den 27 Häusern von Lust 153 Personen, davon 103 Deutsche und 50 Tschechen. 1930 lebten in den 26 Häusern von Lust 113 Personen. Nach dem Münchner Abkommen wurde Lust im Oktober 1938 dem Deutschen Reich zugeschlagen und gehörte bis 1945 zum Landkreis Podersam. Nach dem Ende des Zweiten Weltkrieges kam Lužec zur wiedererrichteten Tschechoslowakei zurück. Nach der Aussiedlung der meisten deutschen Bewohner wurde das Dorf mit Tschechen wiederbesiedelt. 1950 lebten in den 20 Häusern von Lužec 73 Personen. Bei der Gebietsreform von 1960 erfolgte die Aufhebung des Okres Podbořany, Lužec wurde Teil des Okres Louny. Im selben Jahr erfolgte die Umgemeindung nach Drahonice. In den 1970er Jahren setzte ein deutlicher Rückgang der Einwohnerzahl ein. Am 1. Mai 1976 wurde Lužec nach Vroutek eingemeindet. Beim Zensus von 1991 lebten in den 13 Häusern von Lužec 26 Personen. 2011 hatte das Dorf wiederum 26 Einwohner und bestand aus 9 Wohnhäusern.

## Ortsgliederung
Der Ortsteil Lužec bildet einen Katastralbezirk.

## Sehenswürdigkeiten
- Schloss Lužec, der für Franz Rudolph Neßlinger von Schelgengraben errichtete frühbarocke Bau wurde in den 1880er Jahren unter Joseph Maria Baernreither im Stile der Romantik grundlegend umgestaltet. Ab 1950 diente das Schloss dem Staatsgut Lubenec als Herberge. Nach der 1967 für Filmarbeiten erfolgten Instandsetzung nutzte das Staatsgut das Schloss als Lager, ließ es aber wieder verfallen. Heute befindet sich das Schloss in Privatbesitz und wird sukzessive rekonstruiert.
- Kapelle auf dem Dorfplatz